# Liturgická reforma

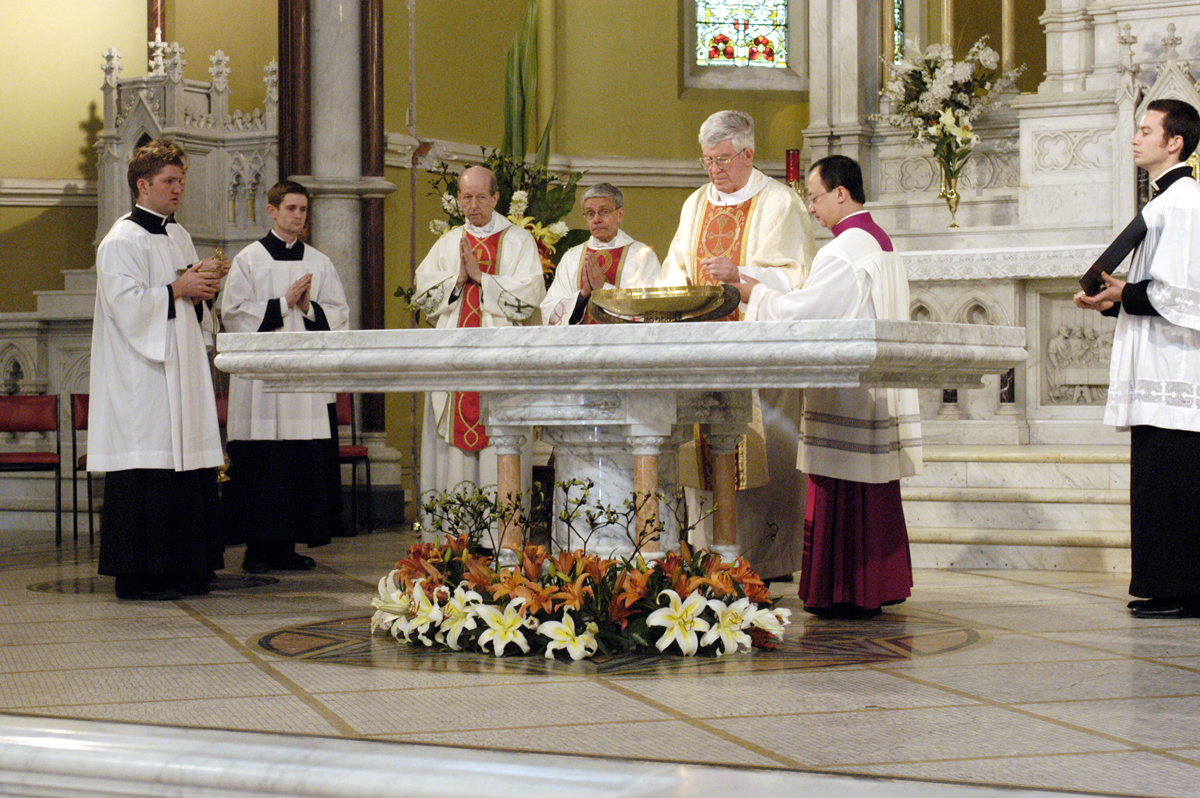
Pokoncilní liturgie

Liturgická reforma po Druhém vatikánském koncilu v římskokatolické církvi navazuje na několik kroků papežů ve 20. stol: sv. Pius X. doporučoval časté svaté přijímání, reformoval breviář a kalendář, Pius XII. v encyklice Mediator Dei doporučoval činnou účast všech věřících na bohoslužbě. Reforma navazuje také na Liturgické hnutí od přelomu 19. a 20. století, hlavně v Německu (Romano Guardini) a ve Francii.
Liturická reforma vychází z konstituce Sacrosanctum Concilium z roku 1963, kterou vyvrcholily snahy o obnovu liturgie . Konstituce o liturgii Sacrosanctum Concilium byl první velký dokument, který koncil vydal. V dalších dokumentech koncilu se zmiňují některé aspekty liturgické reformy, např. v dekretu o výchově ke kněžství Optatam totius, nebo o misijní činnosti církve Ad gentes. 
Po změnách, které začaly být uváděny po druhém vatikánském koncilu se z řad tradicionalistů objevují námitky proti profanaci mešní oběti, kterou liturgická reforma podle nich přináší už jen postavením kněze pří mši versus populum, namísto původního ad orientem, což je však i nadále možné (nikoli časté). Dále je mimo jiné kritizováno upuštění od latiny a gregoriánského chorálu, jejichž zachování požadoval i Druhý vatikánský koncil.

## Zásady liturgické reformy

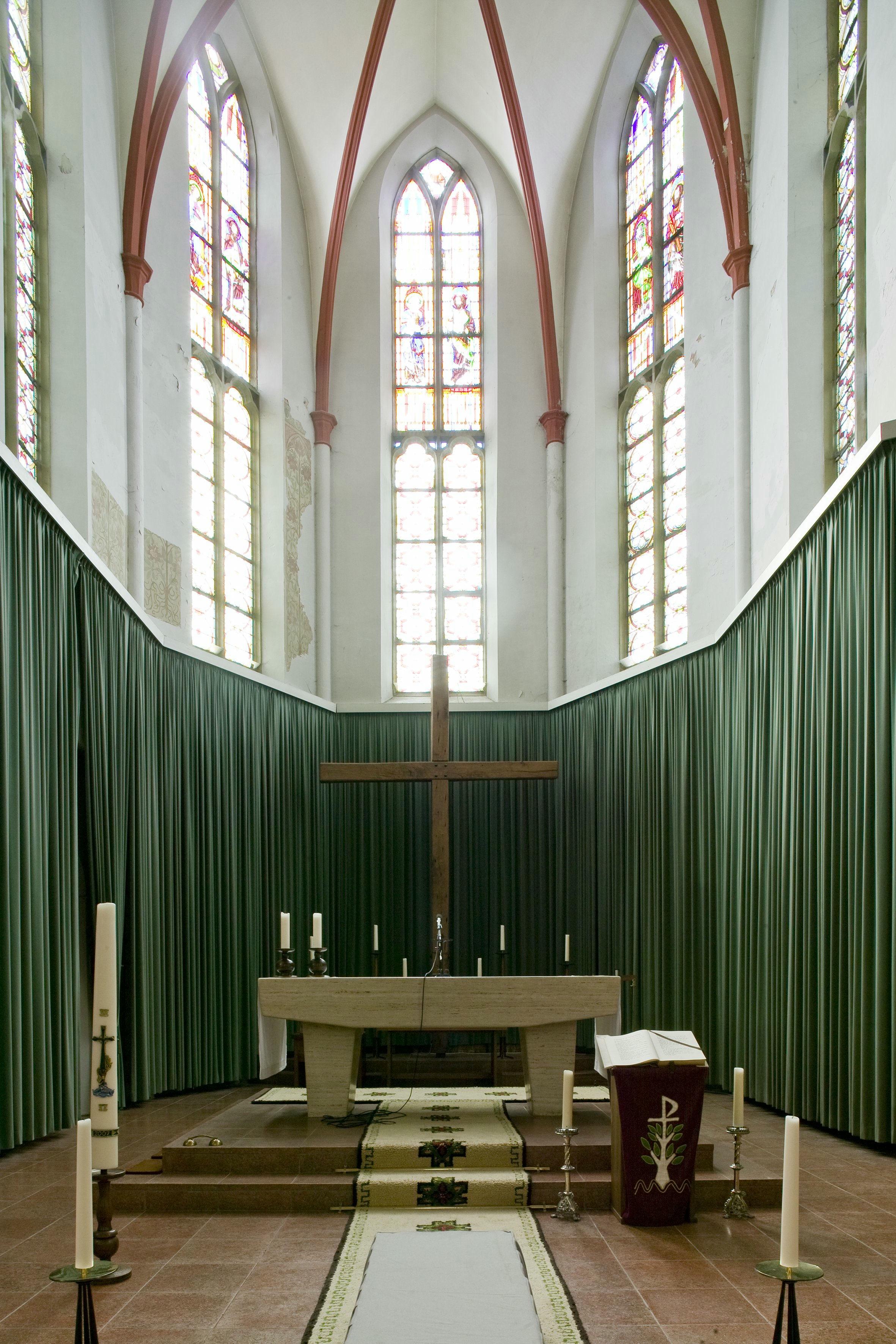
Kostel Jacobus de Meerderekerk v Nizozemsku po liturgické reformě, která bývá někdy kritizována

Koncil stanovil zásady liturgické reformy:
- vzdělání a liturgická výchova
- přednost mají bohoslužby ve společenství
- každý má dobře vykonávat vlastní funkci…
- liturgická služba laiků
- aktivní a zbožná účast všech věřících
- jednoduchost obřadů bez opakování
- obnovení proseb a homilie (kázání) ve mši
- bohatěji prostřený stůl Božího slova
- možnost koncelebrace, částečné použití národních jazyků

Po koncilu byly postupně vydávány dokumenty a liturgické knihy – 1969 Římský misál, Lekcionář, obřad křtu dětí, pohřební obřady a Všeobecná ustanovení o liturgickém roce a o kalendáři, 1970 obřad řeholních slibů, zasvěcení panen a benedikce opatů, 1971 breviář. Ze mše byly odstraněny stupňové modlitby a další; již se neříká in illo tempore před čtením evangelia, poslední evangelium bylo zcela vynecháno, responsoriálním žalmem bylo nahrazeno graduále. Tvůrce liturgických reforem, arcibiskup Annibale Bugnini, k tomu řekl:
| „ | Byly vyloučeny texty, které působí dojmem negativní spirituality, zděděné po středověku. Tak byly vyškrtnuty i texty tak známé a krásné, jako je Libera me, Domine a Dies Irae a jiné texty, které příliš zdůrazňují obrazy posledního soudu, strachu a zoufalství. Byly nahrazeny texty, evokujícími křesťanskou naději a dávající silnější víru ve zmrtvýchvstání. | “ |

Nejviditelnějším projevem reformy jsou věci, které koncil výslovně nezavedl, ale umožnil: zejména ve (znovu)zavedení používání národních jazyků v liturgii a úpravě liturgického prostoru (oddělení oltáře od retabula (stěny), tak se dalo celebrovat směrem k lidu). Ačkoli tyto změny v liturgickém prostoru, zejména tvoření tzv. obětních stolů nikdy II. vatikánský koncil nenařídil, dokonce jej vůbec nezmiňuje, se stalo v pokoncilní církvi zvykem, že se tyto změny často s koncilem spojují. To mělo za následek, že se mnoho radikálních kněží zejména v 70. letech rozhodlo zničit většinou staré a historicky cenné prvky v presbytáři a vydávali to jako nařízení koncilu, ačkoli kardinál Lercaro za tzv. Concilium ve svých dopisech před tímto postupem opakovaně varuje a naopak vybízí ke spolupráci se státními památkovými úřady. Není bez zajímavosti, že pokoncilní mše svatá dle misálu papeže Pavla VI. nenařizuje obrácení kněze versus populum, ale přesně popisuje momenty, kdy se má kněz k lidu obrátit a kdy má sloužit směrem k Bohu, tedy ad orientem. Podstatou jakékoli legitimní církevní reformy nikdy není pouze vnější obrácení se tam či onam, ale opravdové a hluboké vnitřní obrácení se ke Kristu, které se nutně spojí s vnějším postojem.

## Provádění liturgické reformy v Československu
Provedením reformy v jednotlivých státech byly pověřeny biskupské konference. V Československu, kde v té době byla řada biskupských stolců neobsazena, biskupskou konferenci nahrazoval Sbor biskupů a ordinářů ČSSR, který za tím účelem zřídil Celostátní liturgickou komisi v čele s biskupem Lazíkem; její ustavující zasedání se konalo 25. února 1965 v Bratislavě. Pro přípravu a schvalování liturgických textů v obou národních jazycích vznikly dvě subkomise, a to pro české země v čele s Františkem Tomáškem a pro Slovensko v čele s Ambrózem Lazíkem. Také díky snahám biskupa Tomáška, který do provádění reformy vnesl i katechetický prvek, byl postup zavádění reformy v Československu poměrně rychlý – po počáteční nevoli byl později podporován i tehdejšími církevními tajemníky a na rozdíl od některých dalších států se obešel, až na několik případů, téměř bez odporu kněží (až na např. P. Antonína Mikela ze Skorotic v Ústí n. Labem) a věřících, kteří by požadovali zachování předkoncilní liturgie. Požadavky týkající se slavení tzv. tridentské mše se začaly znatelněji objevovat až po pádu komunistického režimu a železné opony od počátku 90. let 20. století, a to většinou paradoxně od lidí, kteří předkoncilní praxi v podstatě nezažili, ale přáli si se s předchozí tradicí seznámit. Někteří však z potřeby používat, lépe řečeno až zneužívat, tzv. „starší nebo mimořádnou formu římského ritu“, jak je od vydání apoštolského listu Summorum Pontificum papeže Benedikta XVI. nazývána, jako zbraň proti všemu novému ve světě i v církvi bez toho, aniž by rozlišovaly objektivní kvalitu dané změny. 
Na druhou stranu však můžeme vidět i extrémy ze strany nové liturgie. Někteří kněží si modernizaci vzali velmi za své a tak mnohdy můžeme vidět bohoslužbu v klaunském převleku, bohoslužbu za doprovodu rockové hudby, naprostá ignorace presbyteria a podobně. Což je v rozporu i s Druhým Vatikánským koncilem a učení církve jako takové. 
Pokoncilní bohoslužba zvaná „novus ordo“ se naprosto legitimně může sloužit i zády k lidu a čelem k východu. Rubriky v novém misálu jsou psané k sloužení mše svaté oběma směry, např. u některých modliteb je pokyn „Kněz obrácen k lidu ... říká“, dále není řečeno, zda se má kněz otočit či nikoli. 
Pravdou však také je, že podle svědectví např. Dr. Vladimíra Nováčka, který zastával na přelomu šedesátých a sedmdesátých let 20. stol. úřad generálního vikáře v Brně, i tamní biskup Karel Skoupý nebyl příznivcem těchto liturgických změn a přijímal je spíše z poslušnosti papeži než z přesvědčení. V jeho případě to bylo patrně také způsobeno již pokročilým věkem. Podobně tomu bylo např. i u mladšího biskupa Českých Budějovic pastoralisty Josefa Hloucha, což dosvědčuje jeho tehdejší sekretář a pozdější kardinál Vlk, sám velký zastánce pokoncilních změn.
Obnova křesťanského života pomocí liturgie, která byla uváděna jako cíl reformy, měla probíhat v následujících krocích:
1. osobní studium
2. liturgická formace věřících
3. zavádění národního jazyka do liturgie
4. úprava liturgického prostoru

Čeština, pomineme-li indult Pia XI.,[ujasnit] začala být při liturgii používána hojněji, někde i spontánně za použití překladů neoficiálních, např. z tzv. Schallera od roku 1965 a od počátku liturgického roku 1969/1970, tj. od první neděle adventní roku 1969. Tehdy byly ještě texty modliteb pronášených potichu knězem uvedeny pouze v latině. K průkopníkům liturgické reformy v českých zemích patřili Josef Bradáč, Jiří Reinsberg a Zdeněk Bonaventura Bouše.